# Kristián Ceniga
Kristián Ceniga (* listopad 1951[nenalezeno v uvedeném zdroji] Sabinov) [kristyján cenyga] je bývalý slovenský fotbalový obránce.

## Hráčská kariéra
V československé lize hrál za Tatran Prešov a Slavii Praha, aniž by skóroval.

### Prvoligová bilance
| Ročník          | Zápasy | Góly | Minuty | Klub            |
| --------------- | ------ | ---- | ------ | --------------- |
| I. liga 1970/71 | 1      | 0    | –      | Tatran Prešov   |
| I. liga 1972/73 | –      | 0    | –      | TJ Slavia Praha |
| CELKEM I. LIGA  | –      | 0    | –      |                 |